# René Girard
René Girard (Aviñón, 25 de diciembre de 1923 - Stanford, 4 de noviembre de 2015) fue un filósofo, antropólogo e historiador francés notable por su teoría de la mímesis que surgió en primera instancia para analizar obras literarias en las que se muestran relaciones interpersonales miméticas. Posteriormente fue aplicada al análisis de la violencia en las sociedades primitivas que se fundamentan en lo sagrado; y por extensión, a la violencia en las sociedades contemporáneas.

## Trayectoria
Girard se graduó en filosofía en Aviñón en 1941. Entre 1943 y 1947, estudió en la École Nationale des Chartes en París, donde se especializó en historia medieval. 
Su doctorado en historia lo culminó en el año 1950 en la Universidad de Indiana, en los Estados Unidos.
Ha ejercido la docencia en la Universidad de Duke, en el Bryn Mawr College, y en la Universidad Johns Hopkins en Baltimore, así como en la Universidad Estatal de Nueva York en Buffalo y la Universidad de Stanford, donde fue docente desde 1981 hasta su jubilación, en 1995. 
En 1990, colegas y amigos de René Girard establecieron el Colloquium on Violence and Religion creado para la investigación y discusión de los temas de su obra.
Fue miembro de la Academia francesa desde 2005
En 2013 fue nombrado comendador de número de la Orden de Isabel la Católica.

## Obra
Si se mira retrospectivamente el recorrido intelectual de Girard, se puede observar que su pensamiento ha tenido una larga maduración, puesto que abarca más de cuarenta años de investigación (teniendo en cuenta que su primera obra, Mensonge romantique et verité romanesque, 'Mentira romántica y verdad novelesca', fue publicada en 1961). Casi la totalidad de sus obras fueron publicadas originalmente en francés, pero han sido traducidas también al inglés, y más tardíamente, parte importante se encuentra también en español y otros idiomas. Libros, que según Michel Treguer, son insólitos y poseen títulos incongruentes que bordean los límites de diversas disciplinas, como filosofía, literatura, historia, antropología y estudios bíblicos. Sin embargo, Girard no pretende abarcar una gran masa amorfa de conocimientos, sino más bien, trata de rastrear desde diversas perspectivas lo que él denomina su intuición primaria, que no es otra cosa que su concepción de mimesis (teoría mimética) y todo lo que se desprende de ella.
Las obras de Girard se parecen a un rompecabezas con todas sus piezas. Si se lee buena parte de su obra, el lector sospechará que existe un todo coherente, pero lo único que tendrá frente a sus ojos serán piezas dispersas. Girard es consciente de esta dificultad en su obra, por eso la compara a un mapa de carreteras muy bien plegado y replegado de tal manera que al final queda con la forma de un rectángulo. Para mirar el mapa se necesita primero ubicar los pliegues correctos y desplegarlos, pero Girard considera que no tiene la habilidad para encontrar los pliegues originales, de tal manera que el mapa se desgarra. Es así como puede dar la impresión de que su pensamiento se trata de un collage en el cual hay que tener la habilidad de mirar todos los fragmentos pero en su conjunto. Al respecto, él mismo afirma que no ha logrado nunca exponer su intuición sobre la mimesis en el orden más lógico, ni más didáctico.

## Teoría mimética
La palabra mimesis ha perdurado a través del tiempo aunque no necesariamente en el mismo sentido. Se trata de una palabra que la encontramos tanto en Platón y Aristóteles, como en las diversas teorías educativas y estéticas. Sobre el mimetismo se basa lo que llamamos aprendizaje, educación, iniciación; así mismo, antes del advenimiento del individualismo, la mimesis era estimada en el campo literario, educativo, religioso, etc., ya que destacarse en cualquier actividad era seguir un modelo.
El concepto de mimesis corriente, descrito en la Poética de Aristóteles, y derivado de Platón, excluye dos tipos de conducta que también son sujetos de imitación por parte del hombre: el deseo y la apropiación. Para Girard, el deseo humano es esencialmente mimesis o imitación, es decir, nuestros deseos se configuran gracias a los deseos de los demás (en esto difiere de Freud). 
En esta mimesis de deseo, los objetos se eligen gracias a la mediación de un modelo. Por otra parte, si un individuo imita a otro cuando este último se apropia de un objeto entonces nos encontramos con la mimesis de apropiación de la cual puede surgir la rivalidad o el conflicto, porque el objeto entra en disputa. En definitiva, el objeto puede caer en el olvido por parte de los antagonistas, entonces se pasa de la mimesis de apropiación a la mimesis de antagonista ya que el deseo mimético del objeto se transforma en obsesión recíproca de los rivales, y una vez que aumenta el número de rivales, los antagonistas tienden a escoger el antagonista del otro. 
La mimesis de apropiación y la mimesis de antagonista no son exclusivas del ser humano, pues también se encuentran presentes en el resto de animales. En ellos se ha observado que, cuando se supera cierto grado de rivalidad, los antagonistas abandonan el objeto que pretendían apropiarse, para entrar en una confrontación. En el ser humano este proceso se convierte en una serie de desquites que se pueden definir en términos miméticos o imitativos.
La mimesis ha sido considerada tradicionalmente como algo enteramente positivo, tal es el caso de la mimesis estética y educacional. Esta visión mutilada de la imitación se ha visto extendida a diversos campos como la filosofía, psicología, sociología y crítica literaria. La mimesis de la que trata Girard, y que es apenas percibida en Platón, pone énfasis en una mimesis potencialmente divisiva y provocadora de crisis, que se manifiesta en la propagación de la rivalidad mimética.
Si bien el deseo mimético es potencialmente provocador de crisis, esto no significa que en sí mismo sea malo, a pesar de ser el responsable de que surja la violencia. Girard afirma que, si nuestros deseos no fueran miméticos, se encontrarían fijados permanentemente en objetos predeterminados, en definitiva constituirían una especie de instintos, de tal manera que no podríamos cambiar de deseo nunca.
De lo anterior podemos ver que la primera hipótesis que maneja Girard en su pensamiento es que el deseo elige sus objetos gracias a la mediación de un modelo.
Posteriormente desarrollará una segunda hipótesis más antropológica y globalizante que se remonta incluso a las sociedades primitivas al afirmar que, cuando las comunidades arcaicas entraban en crisis se volvían violentas, expulsando (eliminando) así al supuesto causante del desorden (Ver catarsis). Sin embargo, dicho culpable frecuentemente era acusado injustamente, es decir venía a ser un chivo expiatorio. Girard llega a la comprensión de la génesis de lo humano a través de la crisis resuelta por el mecanismo de la víctima propiciatoria. Tanto el recuerdo de la violencia generada, como el fin de la misma, quedarían conservados aunque velados bajo los ritos, los mitos y las prohibiciones. En estadios posteriores, estos nichos de las culturas se desplazan a nuevas construcciones culturales que intentan ocultar sus orígenes violentos, mediante lo que Girard explica como meconnaissance. 
Por otra parte, dicha expulsión que ejercieron las comunidades primitivas, se seguiría efectuando a lo largo de la historia, incluso en la actualidad, pero con matices y formas de presentarse distintas.

## René Girard y la filosofía
Es interesante notar el desconocimiento que hay en los países hispanohablantes sobre Girard en cuanto filósofo. El tradicional diccionario de filosofía de Ferrater Mora, ni siquiera lo nombra, mientras se encuentra debidamente ubicado en el Dictionnaire des philosophies, editado hace más de veinte años. De la misma manera, encontramos un extracto de su obra y pensamiento en la Encyclopédie philosophique universelle.
La pertinencia filosófica de René Girard estriba en que su pensamiento es una reacción contra el racionalismo. Girard manifiesta que no se puede desconocer lo irracional que se encuentra presente en las relaciones “racionales” de los hombres. En definitiva, el hombre no percibe la imitación metafísica (en el sentido de ilusoria) que va a destruir los cálculos de la sana reflexión. Las decisiones racionales pueden ser simplemente el resultado del deseo mimético, del deseo como copia del deseo del otro, que degenera en rivalidad mimética. Con un pretendido pensamiento racional se pueden estar construyendo grandes castillos lógicos, en apariencia “objetivos”, que vienen a ser el resultado de la reciprocidad violenta, provocada por la mimesis. Es así como algunas de nuestras posturas racionales en apariencia “imparciales” puede que no sean más que una reacción mecánica en la que pretendemos diferenciarnos a toda costa del otro a quien lo vemos como rival. Este afán de diferenciación nos hace creer que la postura correcta, que la “verdad” se encuentra en la orilla opuesta; y una vez allí, nos atrincheramos con todo entusiasmo, sin caer en cuenta que nuestra postura no es más que una oposición mecánica y simétrica, o lo que es lo mismo, el reflejo del espejo.
Por otro lado, Girard reprocha al racionalismo su ignorancia respecto a lo religioso y al papel fundador que tiene en toda sociedad. La cohesión unitaria de los miembros de una sociedad en contra de alguien se logra gracias a ciertos hechos de violencia inconfesables, perdidos, sumidos en el olvido, hechos que están presentes, aunque ocultos en los mitos. Se encuentran parcialmente ocultos en los textos de mistificada persecución, que son relatos de violencias reales, frecuentemente colectivas, redactados desde la perspectiva de los perseguidores, y aquejados, por consiguiente, de características distorsiones. Y se encuentran develados o desmitificados en el texto judeocristiano de la Biblia (donde la persecución violenta muestra su mecanismo patente para ser denunciada). Es interesante hacer notar que Girard da a la Biblia un valor antropológico, ya que afirma que constituye una “teoría del hombre” o antropología que nos aporta un conocimiento sobre el mecanismo victimario o sacrificial presente en los seres humanos.
En definitiva, la cohesión de una comunidad se logra gracias a un principio sacrificial, a costa de una víctima arbitraria, de un chivo expiatorio. Esta dimensión de violencia es negada por quienes la realizan, y gracias a este desconocimiento, el proceso de cohesión de la comunidad resulta eficaz. Por otro lado, el principio sacrificial, la eliminación de un miembro de la comunidad, es el principio fundamental del orden humano ya que los hombres tienen cierta tendencia a derivar su violencia en otros. 
Esta manera de “discriminar”, de seleccionar excluyendo, de sacrificar para que se restablezca el orden, se conservaría en la actualidad a pesar de que no funcionaría con la misma eficacia que en las comunidades primitivas. Por otra parte, el hombre no se encontraría totalmente libre de buscar chivos expiatorios en las más diversas actividades, incluso en aquellas disciplinas que abogan por el bien común, como la política; o por el desarrollo material de los pueblos, como la economía; o aquella que es la abanderada de la razón, como la filosofía. Esta tendencia a buscar y encontrar chivos expiatorios, nos garantizaría una zona de seguridad, una zona de paz, de orden restablecido que se erige sobre las ruinas sacrificiales. 
¿Por qué el pensamiento de Girard es filosófico?
Si bien del deseo mimético se puede derivar aspectos psicológicos y se la puede mirar como una especie de psicología de la acción, en Girard la “teoría mimética” cobra diversos matices al incorporar elementos como su concepción de la víctima sacrificial obtenida a partir del estudio de las comunidades primitivas o el estudio histórico de los textos de mistificada persecución. De la misma manera, en cuanto al estudio de las comunidades primitivas mediante los mitos, Girard no pretende hacer una mitología comparada o algo parecido. Lo que le interesa es desarrollar desde distintas perspectivas su concepción de teoría mimética.
Girard nos muestra un modo coherente de comprender al hombre y sus contradicciones sin encasillarse en una ciencia particular (sea esta la psicología, historia, crítica literaria o antropología). Sin embargo, se apoya de manera interdisciplinar en todas ellas. En ese sentido, nos muestra una cosmovisión del hombre a partir de su teoría mimética. Dicha cosmovisión viene a ser una antropología filosófica.
Así como nos muestra una cosmovisión del hombre a partir de su deseo, de la misma manera nos muestra al ser humano a partir de su convivir con otros miembros de la sociedad que van en pos de un bien común (aunque dicho "bien" pueda ir en perjuicio de uno de sus miembros o también en perjuicio de otro grupo social). En este sentido, se trata también de un pensamiento que tiene que ver con la filosofía política.

## El pensamiento de René Girard y la violencia
El pensamiento de René Girard cobra vigencia al servir de instrumento de análisis de diversos fenómenos de violencia actuales que tienen características miméticas. Girard es radical al afirmar que es un error razonar dentro de la categoría de "diferencia" cuando la raíz de todos los conflictos es más bien en la "similitud", la competición, la rivalidad mimética entre las personas, países, culturas. Girard, en parte de su obra, se dedica a analizar y develar la violencia en las relaciones interpersonales, ya sea entre parientes, amigos, parejas. De manera ejemplar se analizan las relaciones miméticas interpersonales en la obra Shakespeare. Los fuegos de la envidia, obra galardonada en Francia con el premio Médicis al mejor ensayo. 
La violencia derivada de la mimesis no se queda en las relaciones interpersonales, sino también se puede presentar en la política. En todo caso, siempre se trata del deseo de imitar al otro para obtener la misma cosa que él o ella tienen, por la violencia si fuera menester. Un ejemplo de la mimesis y violencia relacionada con política lo tenemos en los atentados del 11 de septiembre de 2001. En estos ataques se da una relación modelo-discípulo, en que entra en juego la competencia. En la base de estas acciones hostiles no se encontraría una diferencia radical entre oriente y occidente. Para Girard, sin duda, la forma en la que fueron perpetrados constituye un salto a un mundo "diferente", pero lo que da lugar o lo que provoca el terrorismo no está en esa "diferencia" política y cultural con los estadounidenses. Al contrario, en el fondo estaría un deseo exacerbado por la convergencia y el parecido. Girard afirma que los estadounidenses tienen que ser los menos asombrados por lo que pasó, ya que ellos constantemente viven en relaciones de rivalidad o competencia. En definitiva, los terroristas imitaron y adoptaron los valores de los estadounidenses, aun cuando aquellos no lo confiesen.
Cuando la Unión Soviética invadió a Afganistán en 1979 con el objetivo de controlar un corredor estratégico en la región petrolera por excelencia en el mundo, Osama bin Laden y Estados Unidos no eran enemigos. La invasión por parte de los soviéticos generó una fuerte oleada de resentimientos entre la población árabe musulmana. Al llamado de guerra acudió un joven millonario, Osama bin Laden, hijo de una de las castas más conocidas y ricas de Arabia Saudita. Para 1984 Bin Laden conducía las operaciones de una organización que introducía millones de dólares, armas y combatientes de todas partes del mundo a la guerra afgana. Esta organización operaba bajo el amparo de servicios de inteligencia pakistaní, que a su vez eran patrocinados por la CIA para provocar la guerra contra la ocupación moscovita. La CIA y Bin Laden apoyaron económicamente a los guerreros muyahidín que combatieron en el desierto en contra de la invasión soviética. Fue así como, Bin Laden administró dinero proveniente de la CIA.
En definitiva, Osama bin Laden y la CIA pasaron de socios confiables a enemigos acérrimos. Para este tipo de situaciones, en las que un agente o una operación que se “voltea” en contra de sus creadores (como diría Girard, cuando el modelo pasa a convertirse en antimodelo) la CIA usa el término blowback que se traduciría al español como retroexplosión, que ilustra perfectamente lo que para Girard es la rivalidad mimética en la que el modelo pasa a ser obstáculo. Para Girard, los "enemigos" de los Estados Unidos, hicieron de este el modelo de sus aspiraciones, y la aspiración común que les unió fue el deseo de poder y éxito.
Según Girard, en las comunidades primitivas al culpable de una crisis se lo "sacrificaba" dándole muerte; de la misma manera en nuestra sociedad contemporánea se intentaría eliminar a quien se le ve como culpable. Por otra parte, se consideraría ilusoriamente que la paz anhelada llega con la eliminación (figurada o real) del enemigo. Sin embargo, dicha eliminación del enemigo no haría más que preparar nuevos escenarios para que surja nuevamente la violencia.
En definitiva, la teoría mimética de Girard, proporciona un "modelo" de análisis que permite examinar ciertos fenómenos sociales y políticos.

## Ingreso en la Academia
En su discurso de ingreso el año de 2005 (ocupó el asiento número 37) Girard dijo que la Academia Francesa ha sido la única institución francesa que le ha hecho sentir que no había sido olvidado en su propio país. Girard ha metido el dedo en la llaga al desentrañar los mitos religiosos sobre los que se basa la sociedad ("laica"), y ha mostrado la escasa talla que estos mitos, montados sobre el deseo, tienen frente a una religión basada en el amor. Algo a lo que, en último término, hacía referencia en su discurso de bienvenida el también filósofo y académico Michel Serres: "Considerar la religión (sólo) como un hecho de sociedad o de historia, lejos de suponer una forma científica de abordarla, forma parte de la regresión contemporánea hacia las religiones sacrificiales de la antigüedad".
Desde sus primeras obras ("Mentira romántica y verdad novelesca", 1961), Girard se preguntaba por la razón de ser de los mitos, centrándose al principio en su función literaria para preguntarse después por su función social. Girard acepta la teoría freudiana —aunque sin el reduccionismo sexual— según la cual el deseo es una de las grandes motivaciones de la conducta humana; pero, con su "teoría mimética", explica que ese deseo es triangular: no deseamos lo que nos parece bueno, sino lo que otros desean. Ese mimetismo de las modas lleva a la violencia —competencia de deseos—, y para ponerle fin se elige como chivo expiatorio a algunas personas o grupos.
El mito es, en este contexto, la "mentira necesaria" que convierte el mal en bien, sublimándolo. El hombre desea hacer el bien, pero hace el mal, y trata de lavar su pecado. El hombre no puede aguantar la violencia que él mismo ha realizado —como decía T. S. Eliot, no puede soportar demasiada realidad— y trata de ocultarla: el mito transmite un acontecimiento fundacional de la sociedad, pero al mismo tiempo esconde su razón de ser (la violencia sacrificial).
Frente a la mitología social humana, aparece la lógica divina de la redención, donde el sacrificio no se oculta, sino que se relata con todo detalle (en la Sagrada Escritura). La lógica es inversa porque Dios se pone de parte de los débiles y porque el punto de partida de este sacrificio no es el deseo —que lleva a los hombres a enfrentarse—, sino el amor, que lleva al sacrificio, a darse.
Dios no pide sangre, sino el corazón, y con el sacrificio de su hijo no busca venganza, a pesar de las teorías justicialistas (atribuidas a san Anselmo de Canterbury). Como afirma Girard en sus últimas obras ("Sacrificio", 2003; "Los orígenes de la cultura", 2004), el de Cristo es auténtico sacrificio no por "destruir" el deseo con el dolor, sino por desmontar el materialismo que vive del deseo, mostrando que el hombre no es esclavo de aquel, sino que es capaz de amar.

## Obra
- Mensonge romantique et vérité romanesque (1961)
- Dostoïevski: du double à l'unité (1963)
- La Violence et le sacré (1972)
- Critique dans un souterrain (1976)
- To Double Business Bound: Essays on Literature, Mimesis, and Anthropology Baltimore: Johns Hopkins University Press. (1978)
- Des choses cachées depuis la fondation du monde (1978). Con Jean-Michel Oughourlian y Guy Lefort.
- Le Bouc émissaire (1982)
- La Route antique des hommes pervers (1985)
- Violent Origins: Walter Burkert, Rene Girard, and Jonathan Z. Smith on Ritual Killing and Cultural Formation. Ed. Robert Hamerton-Kelly. Palo Alto, California: Stanford University Press.
- Shakespeare: les feux de l'envie (1990)
- Quand ces choses commenceront... (1994), entrev. con Michel Treguer
- Je vois Satan tomber comme l'éclair (1999)
- Celui par qui le scandale arrive (2001), tres ensayos y una entrev. con María Stella Barberi.
- La Voix méconnue du réel (2002)
- Le Sacrifice (2003)
- Les Origines de la culture (2004) ISBN 2-220-05355-5, entrev. con Pierpaolo Antonello y Joao Cezar de Castro Rocha.
- Oedipus Unbound: Selected Writings on Rivalry and Desire. Ed. Mark R. Anspach. Stanford: Stanford University Press.
- Vérité ou foi faible. Dialogue sur christianisme et relativisme (2006) (Verità o fede debole. Dialogo su cristianesimo e relativismo), con Gianni Vattimo. ed. por P. Antonello, Transeuropa Edizioni, Massa.
- Dieu, une invention? (2007), con André Gounelle y Alain Houziaux.
- De la violence à la divinité (2007)
- Achever Clausewitz (2007). Entrev. con Benoît Chantre. Carnets nord, 2007
- Anorexie et désir mimétique (2008), Ed. de L'Herne,
- Mimesis and Theory: Essays on Literature and Criticism, 1953-2005. Dir. por Robert Doran. Stanford University Press, 2008.
- La conversion de l'art. París: Carnets nord.
- Psychopolitique (2010), prefacio al libro de Jean-Michel Oughourlian, París, Ed. Francois Xavier de Guibert.
- Géométries du désir (2011), prefacio de Mark Anspach, París, Ed. de L'Herne

## Obras traducidas al español
- Girard, René (1984). Literatura, mímesis y antropología. Editorial Gedisa. ISBN 978-84-7432-198-2.
- Girard, René (1985). Mentira romántica y verdad novelesca. Editorial Anagrama. ISBN 978-84-339-0078-4.
- Girard, René (1986). El chivo expiatorio. Editorial Anagrama. ISBN 978-84-339-0081-4.
- Girard, René (1989). La ruta antigua de los hombres perversos. Editorial Anagrama. ISBN 978-84-339-1325-8.
- Girard, René (1995). Shakespeare: los fuegos de la envidia. Editorial Anagrama. ISBN 978-84-339-1396-8.
- Girard, René (1996). Cuando empiecen a suceder estas cosas. Encuentro Ediciones. ISBN 978-84-7490-392-8.
- Girard, René (2002). Veo a Satán caer como el relámpago. Editorial Anagrama. ISBN 978-84-339-6169-3.
- Girard, René (2005). La violencia y lo sagrado. Editorial Anagrama. ISBN 978-84-339-0070-8.
- Girard, René (2006). Los orígenes de la cultura: conversaciones con Pierpaolo Antonello y João Cezar de Castro Rocha. Editorial Trotta. ISBN 978-84-8164-854-6.
- Girard, René (2008). Emociones de segunda mano (conversación con Ger Groot), "Adelante, ¡contradígame!". Madrid: Ediciones Sequitur. ISBN 978-84-95363-45-9.
- Girard, René (2006). Aquel por el que llega el escándalo. Caparrós Editores. ISBN 978-84-96282-09-4.
- Girard, René (2009). La anorexia y el deseo mimético. Barcelona: Marbot Ediciones. ISBN 978-84-92728-01-5.

- Girard, René (2010). Clausewitz en los extremos. Política, guerra y apocalipsis. Katz Editores. ISBN 9788492946044.

- Girard, René (2011). Geometrías del deseo. trad. María Tabuyo y Agustín López. Sexto Piso, México D.F. ISBN 9788496867857.

- Girard, René; Vattimo, Gianni (2011). ¿Verdad o fe débil?: Diálogo sobre cristianismo y relativismo. Paidós. ISBN 9788449324635.
- Girard, René (2012). El sacrificio. Ediciones Encuentro. Madrid.